# Pompeio Aldrovandi
Pompeio Aldrovandi (Bolonha, 23 de setembro de 1668 - Montefiascone, 6 de janeiro de 1752) foi um cardeal do século XVIII

## Biografia
Nasceu em Bolonha em 23 de setembro de 1668. De família patrícia e senatorial. Segundo dos quatro filhos do conde Ercole Aldrovandi, senador, e sua segunda esposa, Maria Giulia Albergati. Seu primeiro nome também está listado como Pompeo; e como Pietro; e seu sobrenome como Aldovrandi.
Estudou no Seminário Romano; e depois no Collegio Tolomei, Siena; mais tarde frequentou a Universidade de Bolonha, onde obteve o doutorado in utroque iure, direito canônico e civil, em 10 de março de 1691.
Foi a Roma e entrou na prelatura romana como referendário do Tribunal da Assinatura Apostólica de Justiça e da Graça, em 22 de fevereiro de 1696. Auditor do Tribunal da Assinatura Apostólica de Justiça, dezembro de 1696. Vigário da patriarcal Basílica Lateranense, abril 14, 1699. Tenente civil do auditor geral da Câmara Apostólica, dezembro de 1700. Auditor da Sagrada Rota Romana, 17 de maio de 1706. Adjunto à SC da Imunidade Eclesiástica, foi várias vezes seu secretário interino.
Ordenado em 5 de outubro de 1710. Auditor da Nunciatura na França. Auditor e encarregado de negócios da nunciatura na Espanha, de 1712 a junho de 1716; sua missão era restabelecer as relações diplomáticas com a Santa Sé; ele teve sucesso e chegou a Gênova em julho de 1716, a caminho de Roma, onde chegou no dia 3 de agosto seguinte conmissioni particolari della Corona di Spagna. Camareiro Privado de Sua Santidade.
Eleito arcebispo titular de Neocesarea, 5 de outubro de 1716. Consagrado, 11 de outubro de 1716, igreja de S. Ignazio, Roma, pelo cardeal Fabrizio Paolucci, auxiliado por Prospero Marefoschi, bispo titular de Cirene, e por Agostino Nicola degli'Abbati Olivieri, bispo titular de Targa. Tenente de Auditoria da Sagrada Rota Romana. Assistente do Trono Pontifício, 23 de novembro de 1716. Núncio na Espanha, 2 de janeiro de 1717. Antes de chegar à Espanha, foi encarregado de uma missão a Paris para assuntos muito importantes com o rei Luís XIV. Chegou a Madri em junho de 1717. Não foi pouca a diferença entre a Santa Sé e o rei Felipe V, tanto pela frota que este enviou à Sardenha quanto pelo fato de o papa ter suspendido a faculdade que o rei tinha de exigir dos eclesiásticos em seus domínios quaisquer impostos ou subsídios; o rei ordenou que o núncio não fosse ao palácio real e proibiu seus ministros de negociar com o núncio; com medo de ser retido em Madri, o Núncio Aldrovandi, para se poupar de tal afronta, decidiu evitar que ela deixasse voluntariamente a nunciatura, sem antes receber a ordem papal. Tal conduta desagradou ao monarca e mais ainda ao Papa Clemente XI. Em Avignon, para onde o núncio havia ido, ele recebeu ordens em 1718 para ir imediatamente a Bolonha; permaneceu naquela cidade até a morte do Papa Clemente XI em 1721. Depois, foi reabilitado pelo novo Papa Inocêncio XIII e reconduzido auditor da Sagrada Rota Romana, da qual mais tarde se tornou lugar-tenente do decanato em 1725; e decano em 1726. Tornou-se regente da Sagrada Penitenciária Apostólica em 1724. Em 11 de julho de 1728, consagrou solenemente a igreja de S. Maria no Pórtico e seu altar-mor. Promovido ao patriarcado titular de Jerusalém, em 23 de março de 1729. Governador de Roma e vice-camerlengo da Santa Igreja Romana, de 30 de setembro de 1733 até 24 de março de 1734; foi pró-governador até julho de 1734. Em dezembro de 1733, recusou a nomeação para a sé de Benevento.
Criado cardeal sacerdote no consistório de 24 de março de 1734; recebeu o gorro vermelho e o título de S. Eusébio, em 12 de abril de 1734. Transferido para a sé de Montefiascone e Corneto, com título pessoal de arcebispo, em 9 de julho de 1734. Abade commendatario de S. Giulio di Dulzago, diocese de Novara , 1737. Participou do conclave de 1740, que elegeu o Papa Bento XIV. Datário de Sua Santidade, 24 de agosto de 1740 a 1743. Legado na Romagna, 3 de outubro de 1743; chegou em sua legação ca. 4 de novembro de 1743; seu mandato foi prorrogado por mais um triênio; deixou-o no início de julho de 1746; e o posto no final de outubro de 1746. Em seguida, foi para Bolonha, em cuja catedral de S. Petronio fundou uma suntuosa capela em homenagem a esse santo.
Morreu em Montefiascone em 6 de janeiro de 1752. Enterrado temporariamente na catedral de Montefiascone; mais tarde, seus restos mortais foram trasladados para Bolonha e enterrados, em 26 de maio de 1752, na capela que ele havia construído na catedral metropolitana; seus restos mortais foram colocados em um sarcófago que provavelmente foi a tumba do rei Enzo entre 1272 e 1490; construiu também naquela capela um monumento funerário com um breve epitáfio.